# Antiurbain
L’antiurbain est l’hostilité à l’égard de la ville par opposition à la campagne, un rejet pur et simple, une volonté de détruire la ville. Cette hostilité n’est pas un sentiment individuel, mais un imaginaire collectif, parfois aussi évoquée sous l’expression d’« urbaphobie » ou d'« urbanophobie ». L’imaginaire collectif peut être politisé dans un État et ainsi la conception antiurbaine a des conséquences sur l'aménagement du territoire national. L’antiurbain, tout en prenant évidemment différentes formes dans les cultures et en ayant différentes applications selon les politiques, est également un concept global.
Malgré l’urbanisation massive et la concentration de près de la moitié de la population mondiale dans les villes, cette vision antiurbaine est toujours autant présente. La ville est perçue de nos jours comme un lieu de frustration. Mais désormais l’antiurbain représente plus l’opposition entre les grandes agglomérations et les provinces qu’entre la ville et la campagne.
Dès le XVIIe et XVIIIe siècles, avec la révolution industrielle, l'exode rural de milliers de paysans et la paupérisation de ces derniers apparaît l’antiurbain. À cette époque la ville est perçue comme source de richesse, d’emplois, de services, de culture, mais progressivement elle sera considérée comme néfaste, source de tous les maux comme la criminalité, la misère, les mauvaises mœurs . L’Angleterre, premier pays à s’industrialiser, voit alors naitre le premier courant antiurbain. Cette montée du sentiment antiurbain est due aux conditions sanitaires déplorables. La ville y est décrite comme noire et pouilleuse, grouillante d’ouvriers miséreux exploités par les riches. La Grande dépression (1873-1896) expliquerait aussi la montée des critiques contre la ville. L’urbaphobie qui croît peut être ainsi analysée comme un rejet d’une réalité traumatisante.
Dès la seconde moitié du XXe siècle, les critiques faites à la ville seront d'ordre social et environnemental : anonymat, pollution, nuisances sonores. Il y a, en fait, une coexistence des visions positives et négatives de la ville. Elle est critiquée comme mentionné précédemment, mais elle peut aussi être vue comme le lieu des progrès et des innovations. Avec une idéologie antiurbaine, les idées négatives de la ville sont mises en avant et opposées à des valeurs positives de la campagne : traditions, communauté, stabilité, qui apparaissent, dans un contexte européen, également au XVIIe et XVIIIe siècles avec le mouvement romantique de retour à la Nature. On trouvera les manifestations les plus aiguës de l’antiurbain à des moments de crises tant économiques, politiques que sociales (révolution française, crise de l’agriculture en Suisse fin XIXe, montée du totalitarisme).

## Influences politiques et culturelles de l'antiurbain

### Identités antiurbaines
L’antiurbain a souvent servi pour la construction des identités nationales.

#### Exemple suisse

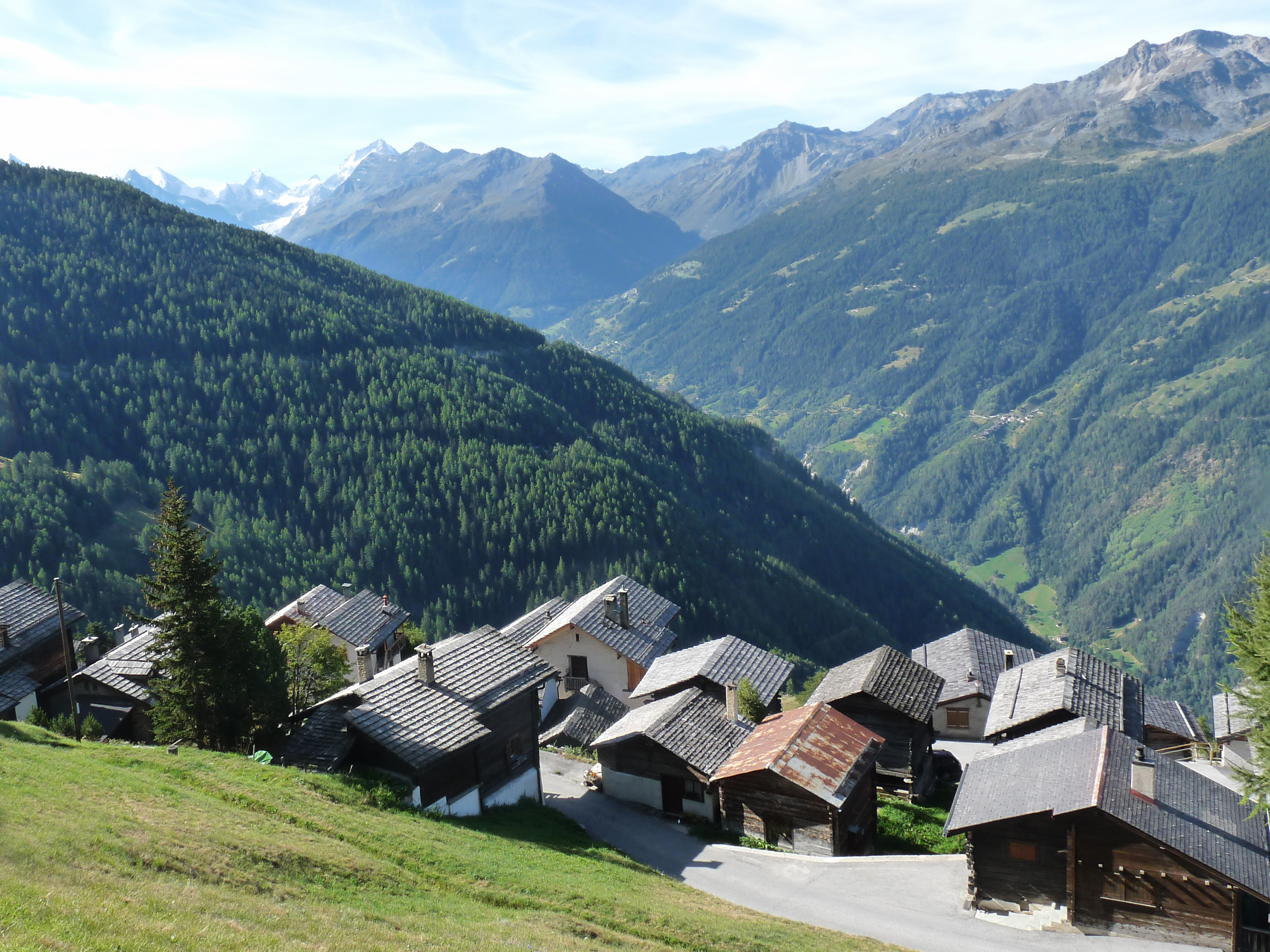
Chandolin.

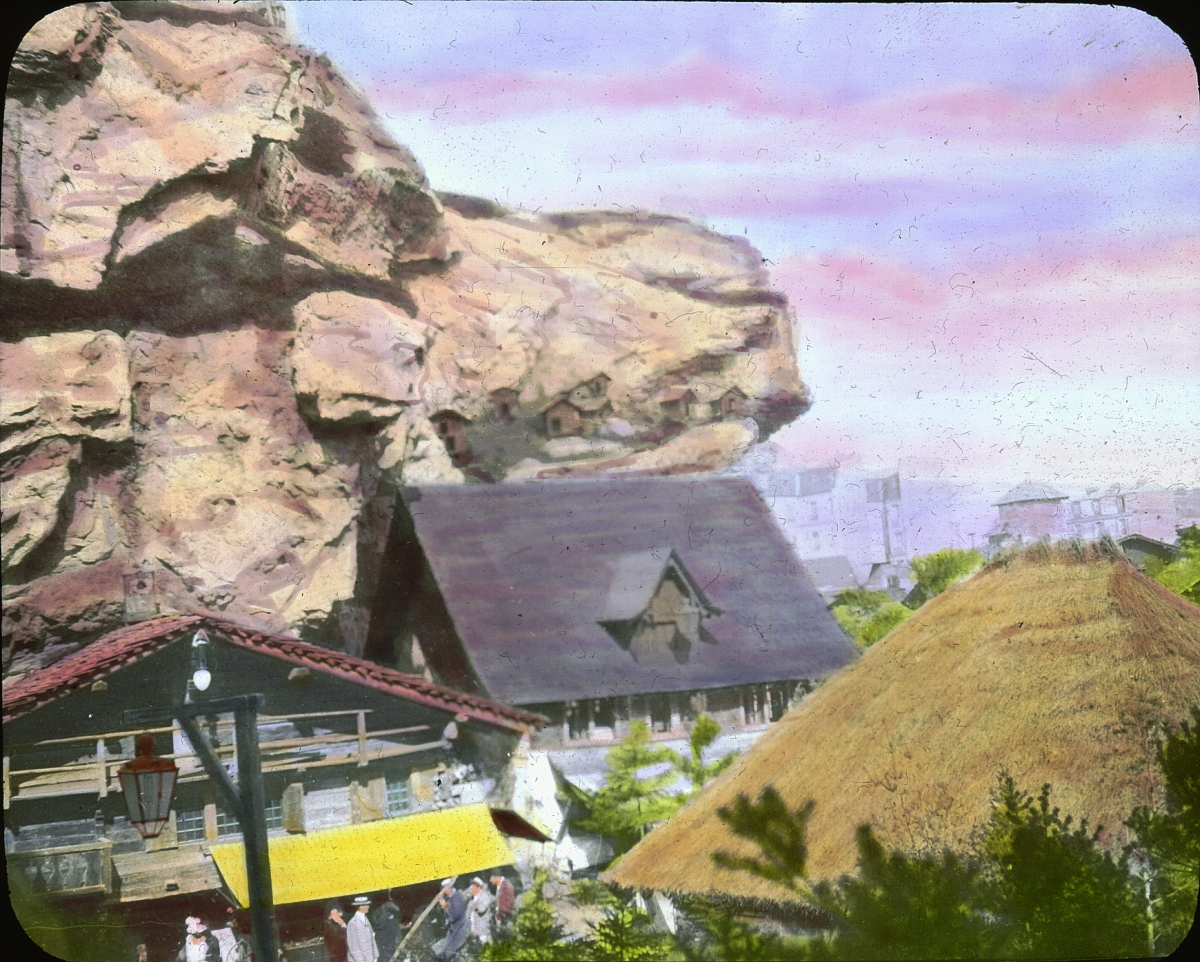
Le Village Suisse (Paris) en 1900

La Suisse n’a pas échappé à ce processus. Elle est un petit pays très montagneux et construira ainsi son identité et les représentations qu’elle offre d’elle-même sur les paysages montagnards et les villages ruraux, tout en s’opposant à la ville qu’elle juge mauvaise pour les hommes. Le village suisse, créé en 1900 pour l'exposition universelle à Paris, est un élément incontournable du discours antiurbain, alimenté par le mythe suisse, qui oppose donc « la Suisse rurale vertueuse [à] la Suisse corrompue des grandes cités ». N’oublions pas que le village suisse est financé par la bourgeoisie suisse désireuse de faire oublier la Suisse laborieuse regroupée dans les villes. Le village est présenté comme une unité nationale et un refuge face aux menaces de la guerre. Cette identité et cet imaginaire spatial de la Suisse vont perdurer au fil du temps et auront des implications concrètes dans le territoire.

#### Exemple américain

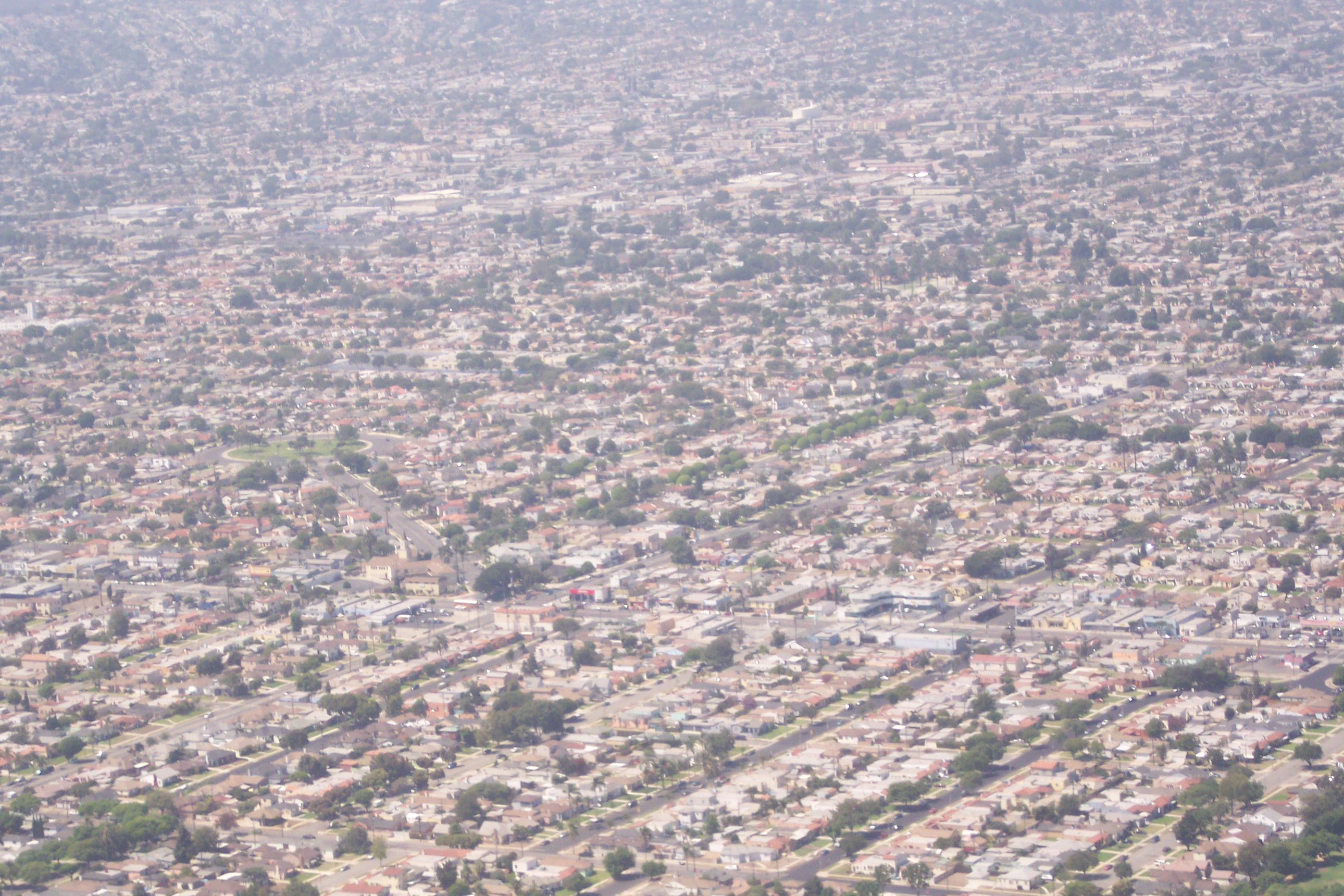
Los Angeles.

Les États-Unis, indépendants en 1776, vont construire leur identité sur des valeurs rurales, environnementales, la nature étant vue comme bénéfique pour l’homme. Ils voient l’Europe et ses villes industrielles négativement. Les cités ouvrières attirent les migrants, créent des travailleurs pauvres et constituent de possibles pôles révolutionnaires. Pour éviter ces maux et l’engorgement urbain, les américains prônent alors un idéal résidentiel dans la banlieue, dans la nature pour un meilleur cadre de vie et proche de la ville pour accéder aux ressources économiques. Paradoxalement, la composante rurale de l’identité américaine créera alors l’étalement urbain des villes américaines que nous connaissons aujourd’hui.
Aux États-Unis, la forme résidentielle qui incarne le mieux les discours anti-urbains dans le paysage urbain actuel est sans doute la gated community. Les gated communities sont souvent présentées comme des symptômes des pathologies urbaines. Cet attrait pour les gated communities n'a cessé de croître et les différents continents semblent progressivement gagnés par le phénomène. Cette diffusion globale est couramment interprétée comme une simple diffusion d’un modèle américain d’urbanisme porteur d’un discours anti-urbain, faisant certes l’objet d’adaptation politiques, contractuelles et architecturales en fonction des traditions locales.

#### Exemple québécois
Au Québec de l'entre-deux-guerres, la survivance de l’identité canadienne-française sera mise en opposition avec l’urbanité par les intellectuels clériconationalistes. La ville cosmopolite, dynamique, densément peuplée et influencée par les idées socialiste est dépeinte dans le discours catholique comme un lieu de dégénérescence physique et morale pour la nation canadienne-française qui ne peut que croitre dans les campagnes. Par exemple, Lionel Groulx dénonce : 

« la concentration désordonnée de nos populations dans les villes, ces grandes consommatrices de capital humain, les maux rapides et effrayants qui s’ensuivent, les lectures déplorables dont notre peuple nourrit quotidiennement son intelligence, les amusements, les spectacles déformateurs où, dans les grands centres, il engloutit avec ses mœurs, le meilleur de ses économies »

. Cette urbaphobie est principalement montréalophobe à cause de la diversité culturelle et de la domination économique de la bourgeoisie angloprotestante à Montréal. Par exemple, le jésuite Joseph-Papin Archambault déclare que : 

« Les hommes de Ville-Marie ont-ils dégénéré ? Leur force de tempérament, leur force de résistance s’est-elle affaiblie ? Comment ne pas l’avouer ? Un simple coup d’œil sur notre ville nous en convaincra : quel agrégat informe de races, quelle cacophonie de langues, quel cosmopolitisme d’idées et de mœurs ! Même nos quartiers les plus canadiens-français sont entamés. La vague saxonne les mange tranquillement. »

Or, il est important de noter que la ville de Québec et que les villes à petite et moyenne taille ne seront pas sujets à cette urbaphobie et elles seront même privilégiées.

### Politiques antiurbaines
Les idéologies antiurbaines des États influencent directement l’aménagement du territoire national ou ont des conséquences claires sur la société.

#### Exemple français
La conception antiurbaine de la France a été fortement influencée par l’ouvrage Paris et le désert français de Jean-François Gravier, paru pour la première fois en 1947. Ce livre, profondément urbaphobe, a depuis guidé les politiques d’aménagement du territoire en France. Il recommande, à l’aide de méthodes brutales, de décentraliser l’État français, réduire l’influence de Paris, capitale macrocéphale, et de redistribuer les emplois et les personnes sur le territoire, tout en équipant équitablement le territoire, ce qui revient à assurer un déséquilibre dans l’équipement des ménages, la majorité des Français vivant dans les villes. Progressivement, la vision antiurbaine française changera de cible, se tournant alors vers les périphéries, les banlieues vues comme des zones de violences, « hors de la République », toujours en opposition à la campagne, à la France rurale, la « vraie France ». Paris et le désert français semble rester le livre de chevet de beaucoup de dirigeants de ce pays. En France, la politique de la ville repose sur une vision catastrophiste et misérabiliste de la banlieue et sur une vision valorisée de la ville centre. Depuis longtemps la société française reste imprégnée d'un sentiment d'hostilité à l'égard de la ville. La campagne et la civilisation rurale sont perçues comme le foyer et le conservatoire des valeurs « authentiques », celles relatives notamment à la fidélité envers ses racines et sa famille, au respect de l’autorité, à l’attachement à la propriété et au sens de la responsabilité.

#### Dictatures
L’hostilité à l’égard de la ville et l’apologie du rural font partie de la propagande officielle des régimes d'Italie fasciste, d'Allemagne nazie et de Vichy, dans les années 1930-1945, mais également quelques décennies plus tard du régime des Khmers rouges. La politisation du concept d’antiurbain, dans sa forme la plus sévère, peut amener, au-delà d’une ignorance de la ville, à détruire toute urbanité.
Dans le régime nazi, la ville est vue comme traitresse de la nation et favorise la déchéance des hommes, mais plus particulièrement de la race aryenne. Les ruines de guerre seront alors rasées au lieu d'être reconstruites et le réaménagement dans les campagnes sera favorisé. Le régime de Vichy prévoyait qu’après la guerre la France devrait délaisser son industrie et redevenir un pays agricole. L’idée de Pétain est de « ré-enraciner » le Français dans la terre de France.
Pour les Khmers Rouges, la ville est une construction occidentale et une menace pour les valeurs traditionnelles de la société cambodgienne. Les paysans khmers, seuls détenteurs des vraies valeurs cambodgiennes, vont devoir lutter contre la ville et favoriser la désurbanisation. Cette politique antiurbaine va contraindre les citadins à retourner à la culture de la terre, travailler avec les paysans pour la grandeur de la nation cambodgienne.

#### Relations internationales

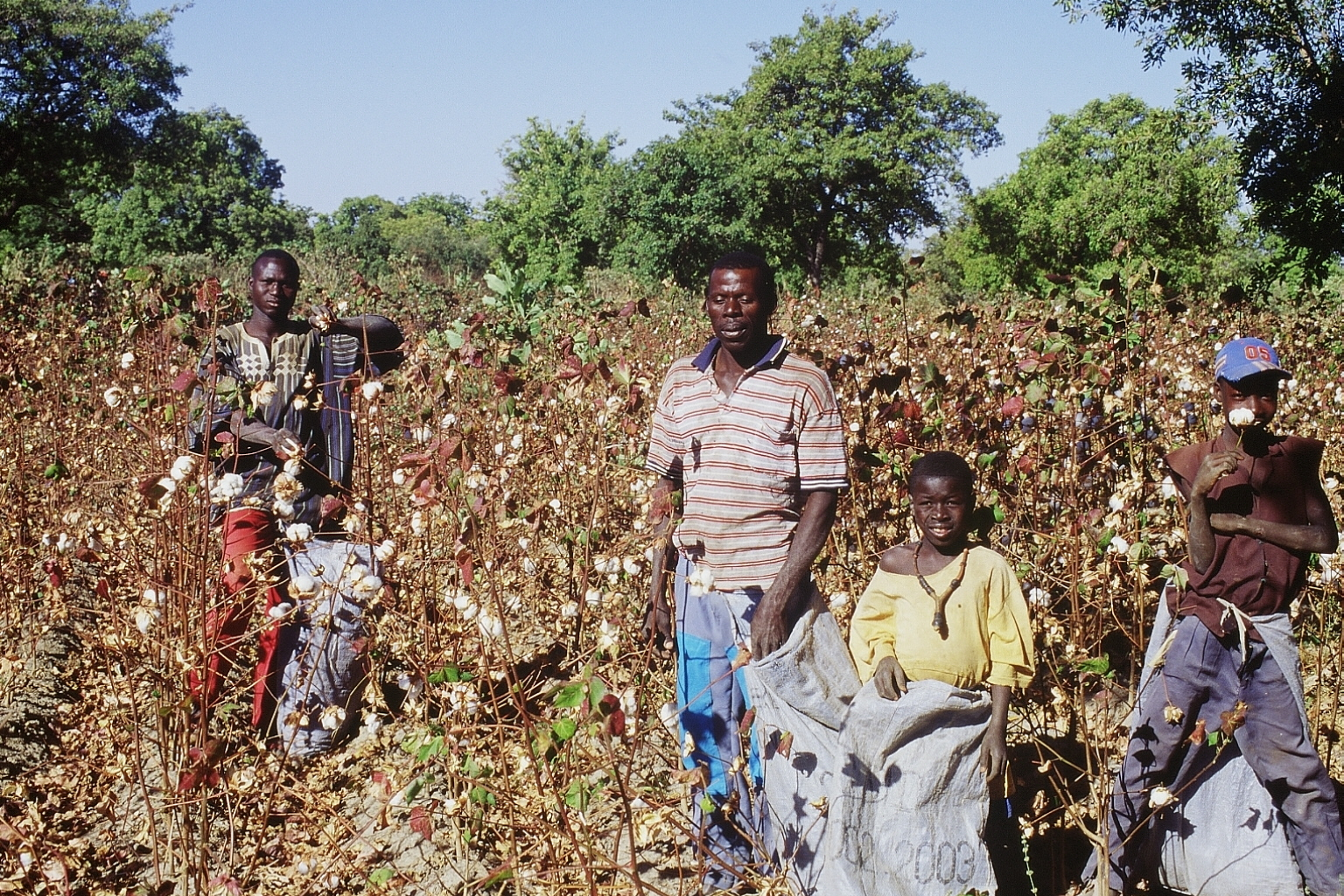
Famille dans un champ de coton.

Dans les relations internationales, et plus précisément dans le domaine de l’aide au développement, les discours antiurbains ont aussi des influences. Aussi bien les institutions internationales, les pays développés que les pays en développement ont dirigé, depuis des années, l’aide vers le développement rural et l’agriculture. Ceci est principalement dû à la volonté d’assurer la protection des terres agricoles et ainsi éviter au plus les famines. Alors qu’on parle habituellement de « biais urbain », c’est-à-dire un surinvestissement avec le développement des infrastructures et des services dans les villes aux dépens du milieu rural, ici il est question de biais antiurbain et « les villes [n’]ont été [que] le lieu de politiques d’éradication des manifestations « négatives » de l’urbanisation ».

## Conséquences sur le plan de l'aménagement du territoire
La composante antiurbaine des politiques a différentes influences sur les aménagements du territoire. « Tous les types d’organisation spatiale et bâtie des établissements humains qui [ne] permettent [pas] la vie urbaine (« urbanité »), [ne] la génèrent [pas] ou […] l’empêchent […] d’apparaître sont » antiurbains.
Au XXe siècle, la ville étant considérée par la société comme source de tous les maux, corrompant ses habitants, l’État va vouloir intervenir sur l’espace urbain. « La plupart d’entre eux [réformateurs] sont convaincus qu’en agissant sur l’espace on transforme aussi les conditions de fonctionnement du social ». La ville et l’État vont aménager le territoire, diminuer la promiscuité, augmenter la propreté et avec cela imposer plus ou moins directement les normes morales bourgeoises. La distinction entre espace privé/espace public, puis plus tard le zonage, tendent également à s’imposer. Par l’amélioration des conditions sanitaires des logements, les élites luttent plus contre l’immoralité dans les villes que contre la misère. Dans une logique hygiéniste, les aménageurs ou urbanistes vont d’abord intervenir sur l’alignement, la rectitude, la circulation pour mettre de l’ordre et laisser passer le soleil et l’air afin d’éviter les maladies dues aux mauvaises conditions de logement. Le vocabulaire employé à l’époque par les urbanistes rappelle que l’aménagement urbain est utilisé pour mettre de l’ordre, ainsi qu’« assainir », « embellir », « améliorer », « perfectionner ». Les transformations haussmanniennes, la vague des banlieues ouvrières puis l'arrivée des grands ensembles dominent, sur le plan de l'image, les legs de la ville classique et moyenâgeuse .
Plus tard, le retour à la Nature, ou comment importer « un peu de campagne à la ville », sera l’aboutissement de la logique antiurbaine. La Nature apaise les maux de la ville, soigne les citadins. La cité-jardin s’inscrit également dans cette logique. L’idée est de réunir au sein des cités jardins les avantages de la ville et de la campagne à la campagne, à la périphérie des villes tout en évitant l’étalement urbain. Le concept de cité-jardin a été élaboré par Ebenezer Howard et est cité comme un modèle antiurbain. C'est la dénonciation des conditions de vie dans les cités industrielles qui fonde la théorie de Howard. Le désir des populations de fuir la ville pour se réfugier à la campagne aura pour effet contradictoire de développer la périurbanisation, donc une certaine extension de la ville, de l’urbain dans les campagnes. Que ce soit pour des raisons écologiques ou de rationalité des services publics, les élus et les urbanistes, s'accordent aujourd’hui pour dénoncer les méfaits de la périurbanisation et soutenir la nécessité de revenir à des formes d’habitat et de ville plus « compactes ».
Dans le contexte national suisse, Armin Meili, grande figure de l’aménagement du territoire en Suisse, propose, dans les années 1940, la première vision nationale de l’aménagement. Il critique avec virulence la concentration urbaine, l’échelle limitée est, selon lui, gage de développement harmonieux. L’aménagement national doit avant tout servir à lutter contre le développement des grandes villes (sorte de quête anti-agglomération). Comme alternative à la construction urbaine et à l’accroissement de la ville par l’annexion des communes environnantes, il propose une urbanisation en petites unités bien délimitées. Le territoire suisse se matérialiserait comme un maillage formé de centres petits, moyens et principaux relativement séparés les uns des autres, mais reliés par les transports. Le plan de Meili ne sera mis en place que bien plus tard. « Dans son rapport à l’urbain, la politique fédérale sera globalement [toujours] dominée par une optique défensive qui contribue à faire de la ville un mal dont il faut limiter les débordements. »

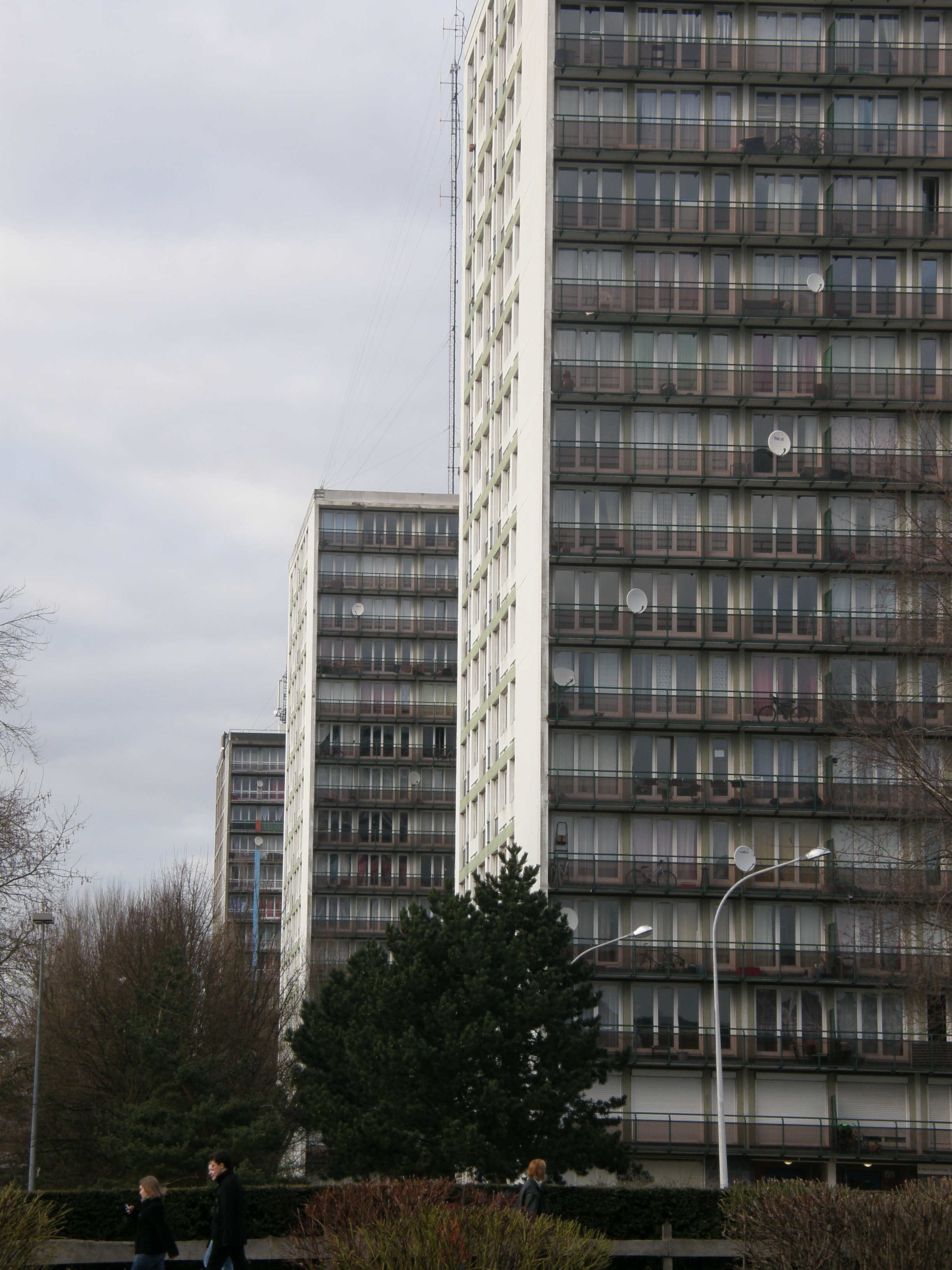
Nouveau Mons.

Les grands ensembles sont aussi pensés, dans les années 1950-1960, comme des outils de l’aménagement du territoire. Ils sont montrés comme une solution face aux problèmes de la ville. Les grands ensembles, à la différence des villes industrielles, sont fonctionnels, permettent la circulation de l’air et de la lumière et l’ordre. Les concepteurs les pensent alors comme de futures villes planifiées évitant ainsi « l’expansion anarchique des villes » et permettant également un développement harmonieux du territoire. Cela dit, les tours n'ont pas su s'intégrer à la trame urbaine et sont perçues de façon très négative, ce qui a conduit à l'échec des grands ensembles.
Actuellement, la conception antiurbaine des politiques d’aménagement prend la tournure de subventions et de lois qui aident et protègent le secteur agricole, alors même qu’il contribue nettement moins qu’avant aux économies nationales. C’est le cas de la loi fédérale sur l’aménagement du territoire de 1979 de Suisse, qui vise à circonscrire la ville en protégeant les zones agricoles et naturelles. Dans une même logique, l’UE dépense 41,9 % de son budget dans les ressources naturelles, dont une grande partie pour la Politique agricole commune (PAC). L’urbain est délaissé en faveur de la campagne.

## Antiurbain dans la culture

### Au cinéma
« Spectacle dans la ville, le cinéma s’est presque immédiatement confronté à la représentation de la ville, devenant un spectacle de la ville. » Mais cette représentation de la ville est, dans le cinéma de science fiction, négative. En créant des villes futuristes, déshumanisées (peuplées de robots), post-apocalyptiques ou sans nature, c’est en fait une critique sociale de la grande ville, de l’urbanisation, de la gestion des villes, de l’industrialisation qui est faite.
Sidney Jézéquel raconte dans son film Naissance d’une banlieue, mort d’un village, Goussainville dans le Val-d’Oise, l’aventure des « mal-lotis » des années 1920 qui rêvaient déjà d’un chez-soi paisible et campagnard à la fois proche et loin de la grande ville.

### Dans la littérature
Oliver Twist, de Charles Dickens, regorge de descriptions apocalyptiques de la ville victorienne. Dickens décrit une ville où les hommes perdent leur humanité. Le pauvre Oliver Twist doit survivre dans un univers urbain hostile où règnent le banditisme, la violence, la prostitution et la délinquance.